# Gregory Bernstein
Gregory E. Bernstein (* 5. Juli 1955 in Los Angeles, Kalifornien) ist ein US-amerikanischer Drehbuchautor, jüngerer Bruder des Komponisten Peter Bernstein und Sohn des oscarprämierten Komponisten Elmer Bernstein.

## Leben
Nachdem Gregory Bernstein seinen Bachelor in Geschichte an der University of California, Los Angeles mit summa cum laude erhielt, studierte er Rechtswissenschaften an der UCLA Law School und war gleichzeitig Chefredakteur der Fakultätszeitschrift UCLA's Law Review. Anschließend arbeitete er in der Unterhaltungsabteilung der Anwaltskanzlei O'Melveny & Myers, worauf er 1982 zu Columbia Pictures wechselte und Vizepräsident der Geschäftsabteilung wurde. Diesen Posten bekleidete er auch anschließend parallel bei TriStar Pictures und Lorimar Telepictures bis 1988. Bereits während dieser Zeit absolvierte er ein Regie-Studium am American Film Institute, welches er mit einem Master abschloss und ihm den Schritt zum Filmgeschäft ermöglichte.
Nachdem Bernstein 2003 eine außerordentliche Professur an der Chapman University erhalten hatte, bekam er 2004 einen Master of Accountancy von der Harvard University's Kennedy School of Government verliehen.
Gregory Bernstein lebt mit seiner Frau, der Drehbuchautorin Sara Bernstein und der gemeinsamen Tochter in Los Angeles.
Mit One Day in Dallas gab er sein Debüt als Drehbuchautor, ferner inszenierte er mit Film seine erste und bislang letzte Produktionen. Bei vier weiteren Filmen war er jeweils am Drehbuch beteiligt. An drei Produktionen in den 1990er Jahren trat er als Schauspieler in Erscheinung.

## Filmografie
- 1990: One Day in Dallas (auch Regie)
- 1991: Cheating, Inc (Kurzfilm, nur Schauspieler)
- 1993: Anyone for Bridge? (Kurzfilm, nur Schauspieler)
- 1996: $40,000 (nur Schauspieler)
- 1997: Noch dümmer (Trial and Error)
- 2001: Nenn’ mich einfach Nikolaus (Call Me Claus)
- 2010: Die Lincoln Verschwörung (The Conspirator)
- 2019: Official Secrets